# Modalität (Philosophie)
Modalität bezeichnet in der Philosophie die Art und Weise, wie etwas ist, geschieht oder gedacht wird.

## Begriff und Arten der Modalität

### Modalitäten im engeren Sinn
Im engeren, klassischen Sinn bezeichnet der Ausdruck Modalität die alethische (die Wahrheit betreffende) Modalität: Sie ist in ontologischer Wendung die Art und Weise des Bestehens eines Sachverhaltes oder in logischer die Wahrheit von Aussagen.
Man unterscheidet in der Regel neben der einfachen (faktischen) Wahrheit die Notwendigkeit, die Möglichkeit und Unmöglichkeit und die Kontingenz.
Der Begriff der (alethischen) Modalität wird schon von den Kommentatoren des Aristoteles verwandt.
Kategorien der Modalität sind nach Kant Möglichkeit, Wirklichkeit und Notwendigkeit, denen die Modalität der Urteile (problematische (mögliche), assertorische (wirkliche), apodiktische (notwendige)) entsprechen sollen.
Leibniz unterscheidet vier grundlegende Kategorien von Aussagetypen bzw. Sachverhalten: notwendige, mögliche, unmögliche und kontingenterweise wahre (aktuale).
Über die Natur dieser Aussagen und ihrer Wahrmacher wurden von klassischen Theoretikern sowie in der modernen Semantik, Sprachphilosophie, Logik (insb. Modallogik) und Ontologie unterschiedliche Theorien vorgeschlagen.

### Modalitäten im weiteren Sinn
Neben den angeführten alethischen Modalitäten spricht man auch von den Modalitäten im weiteren Sinne und meint damit (unter anderem) die Art und Weisen, wie eine Aussage in Bezug auf das Wissen des Aussagenden, der Zeit oder des Sollens wahr sein kann. Dies erfasst die doxastischen (epistemischen), temporalen oder deontischen Modalitäten.

### Übersicht
Die unterschiedlichen Modalitäten lassen sich je aufeinander zurückführen, stehen in einem analogen Verhältnis und begründen unterschiedliche Modallogiken:
| Formel                      | Modale Logik i. e. S.    | Deontische Logik       | Temporale Logik                                  | Doxastische Logik                |
| {\displaystyle \Diamond } p | Es ist möglich, dass p   | Es ist erlaubt, dass p | p gilt irgendwann in der Zukunft (Vergangenheit) | Ich halte es für möglich, dass p |
| {\displaystyle \Box } p     | Es ist notwendig, dass p | Es ist geboten, dass p | p gilt immer in der Zukunft (Vergangenheit)      | Ich halte es für gewiss, dass p  |

## Modalität und Mögliche-Welten-Theorie
Im Anschluss an Leibniz wurde von Rudolf Carnap (Meaning and Necessity 1947), Saul Kripke und David Kellogg Lewis vorgeschlagen, modale Aussagen als Aussagen über oder in möglichen Welten zu verstehen. Eine notwendige Wahrheit ist in allen diesen Welten wahr, eine mögliche in mindestens einer. Diese Welten sind laut Lewis real und sogar konkrete Gegenstände, nicht nur Begriffe im Geiste oder abstrakte Universalien. Diese ontologisch anspruchsvolle Option hat theoretische Vorzüge, weil sie die semantische Auswertung modaler Aussagen enorm vereinfacht. Darüber hinaus bestehen ontologisch nicht reduzierbare Relationen zwischen diesen möglichen Welten, was die Auswertung insbesondere von Konditionalen (wenn … dann …) und v. a. von kontrafaktischen Konditionalen (wäre nicht … dann wäre …) sehr elegant vereinfacht. Trotzdem sind viele Ontologen nicht bereit, derart viele zusätzliche nicht reduzierbare Objekte in ihr ontologisches Inventar aufzunehmen. Einige versuchen daher, die theoretische Eleganz einer Viele-Welten-Semantik beizubehalten, schlagen aber antirealistische Ersatztheorien bezüglich der ontologischen Dignität dieser Welten vor.

## Theorien über Aktualität
Ein eigenes Themenfeld in diesen Debatten sind Theorien über Aktualität: Was ist konstitutiv dafür, dass die aktuale Welt eben die aktuale und keine andere mögliche Welt ist? Ein vieldiskutierter Vorschlag versteht „aktual“ als indexikalischen Ausdruck: Wenn ich sage, dass ein Sachverhalt aktual ist, dann sage ich, dass er der Welt zugehört, die Ich (der Sprecher) bewohne (und auf deren Inventar ich jetzt mit dem Finger zeigen kann). (Laut Lewis, der diese Position vertritt, gibt es keine Identität von Objekten über verschiedene Welten hinweg (sog. Transweltidentität), sondern nur counterparts; es gibt daher je nur genau einen Sprecher.) Alternativ kann beispielsweise diejenige Welt als aktual bestimmt werden, in welcher wir die Auswertung einer Äußerung vornehmen.